# Old Bushmills Distillery

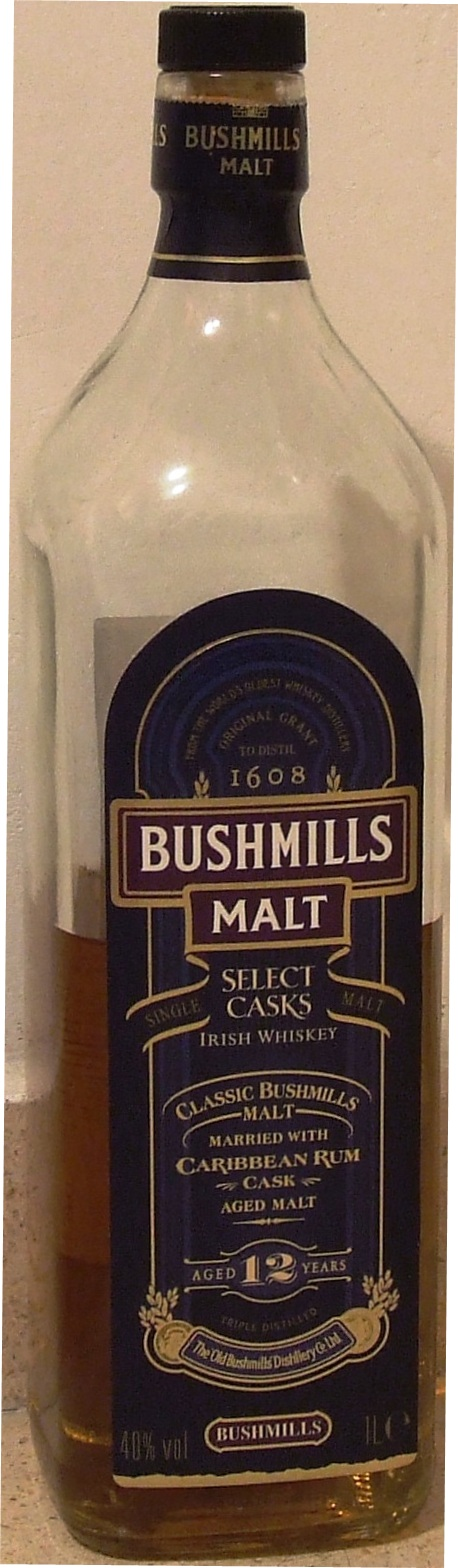
Fles Bushmills

In Bushmills (Noord-Ierland) is een bekende Ierse whiskey-stokerij gevestigd, Old Bushmills Distillery, die haar vergunning in 1608 kreeg en daarmee de oudste distilleerderij met licentie ter wereld is. De distilleerderij is waarschijnlijk nog veel ouder. De eerste vermelding van het Aqua Vitae, het levenswater, dateert van 1276, toen de plaatselijk landeigenaar zijn troepen moed in liet drinken voor een veldslag.
Er worden zowel single malt als blended whiskeys gemaakt onder de merknaam Bushmills.
Als een van de weinige mag deze whiskey een 'oer-whiskey' genoemd worden. De Bushmills whiskey vormt namelijk de basis voor een diversiteit aan andere distillaten, maar ook voedingswaren en andere gebruiksartikelen.
De stokerij is een toeristenattractie met ongeveer 110.000 bezoekers per jaar.

## Afbeeldingen

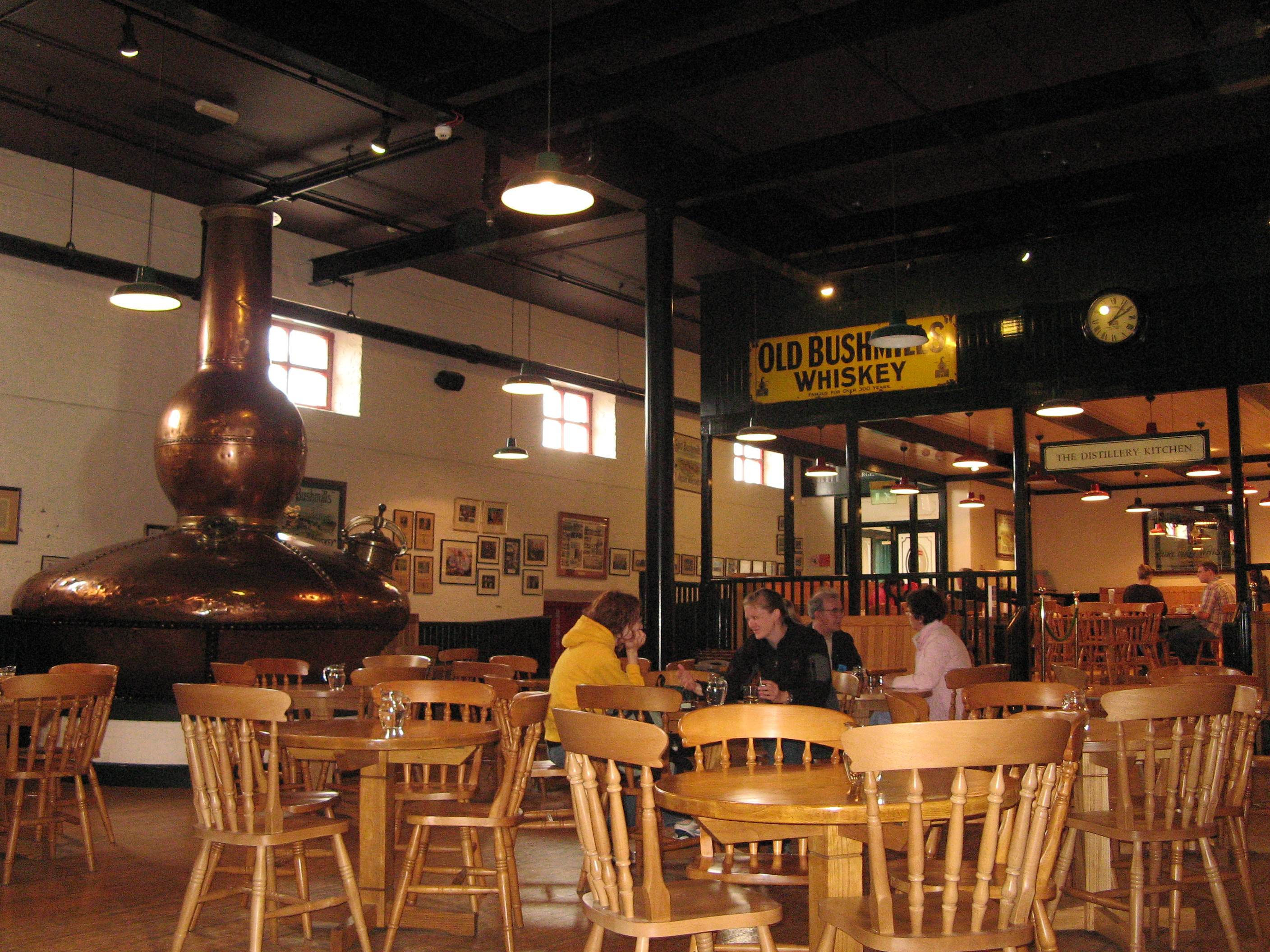
Old Bushmills
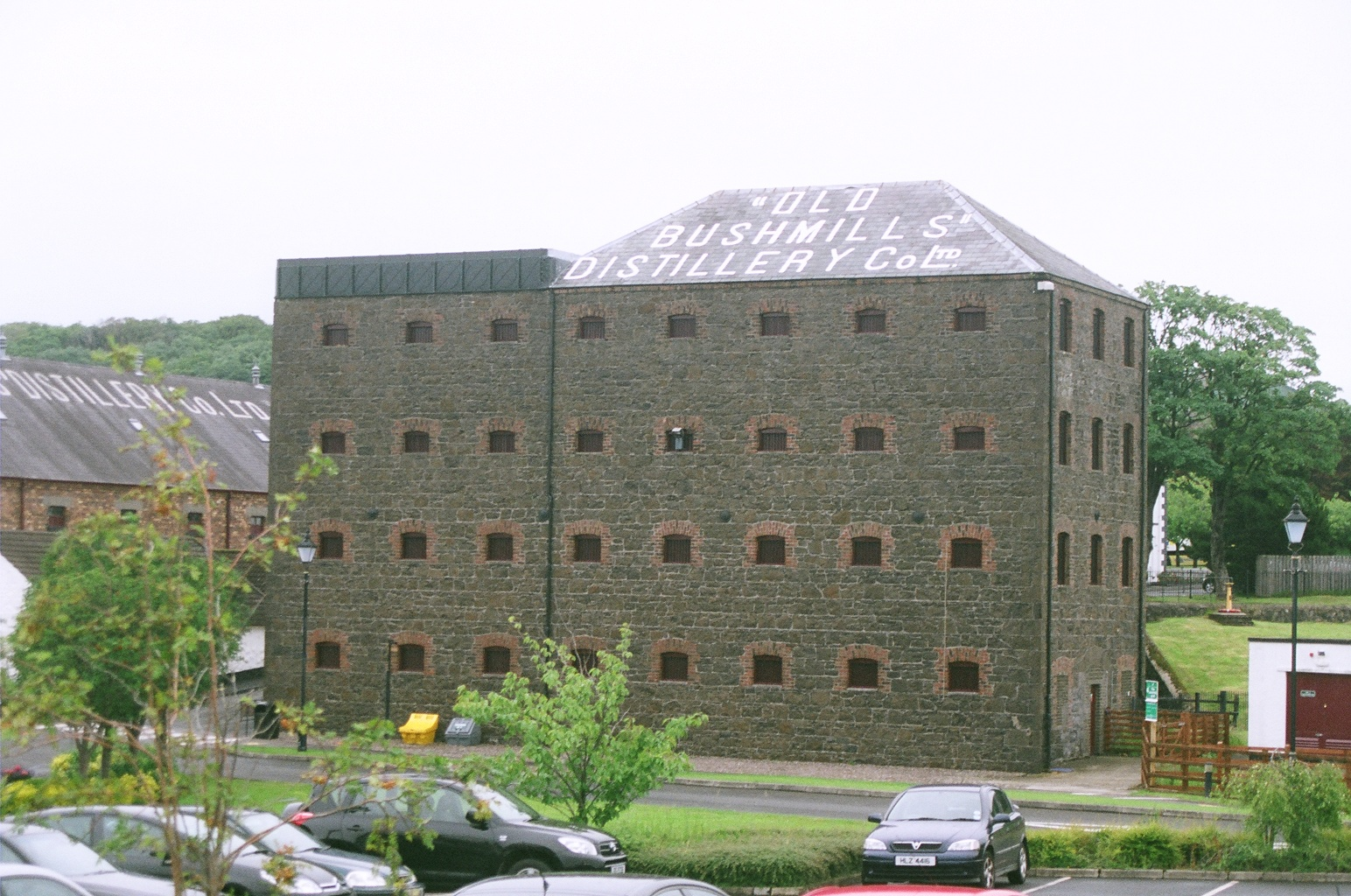
Het gebouw